# Артыкова, Светлана Баймирзаевна
Светлана Баймирзаевна Артыкова (узб. Svetlana  Baymirzaevna Artikova; 1 января 1962, Учкурганский район Наманганской области) — юрист, общественный и политический деятель, сенатор (2010, 2015), заместитель Генерального прокурора Республики Узбекистан.

## Биография
Светлана Артыкова родилась 1 января 1962 года в Учкурганском районе Наманганской области. Окончила юридический факультет Ташкентского государственного университета. В разное время работала инспектором Учкурганской межрайонной прокуратуры Наманганской области (1980—1988); старшим помощником прокурора города Намангана (1988—1990); прокурором общего надзора Генеральной прокуратуры Узбекистана (1993—1996); старшим прокурором отдела координации законов и правовой агитации Генеральной прокуратуры Узбекистана (1998—1999), начальником отдела правовой пропаганды законодательства Генеральной прокуратуры Узбекистана.
22 января 2010 года указом Президента Узбекистана Светлана Артыкова была назначена членом Сената Олий Мажлиса второго созыва, возглавила Комитет Сената по законодательству и судебно-правовым вопросам. С 2014 года занимала должность заместителя председателя Центральной избирательной комиссии Узбекистана.
20 января 2015 года была вновь назначена сенатором, 22 января 2015 года тайным голосованием избрана на должность заместителя председателя Сената.
7 ноября 2019 года назначена заместителем Генерального прокурора Узбекистана.

## Награды и премии
- Орден «Мехнат шухрати» (2006)[9]